# Campionati africani di lotta 2006
I campionati africani di lotta 2006 sono stati la 22ª edizione della manifestazione continentale organizzata dalla FILA. Si sono svolti nel maggio 2006 a Pretoria, in Sudafrica. 

## Podi

### Uomini

#### Lotta libera
| Evento | Oro                           | Argento                  | Bronzo                 |
| 55 kg  | Pieter van der Schyff         | Joe Oziti                | Hassan Mohamed         |
| 60 kg  | Hassan Ibrahim Madani         | Mohamed Amine Benhammadi | Neels de Jager         |
| 66 kg  | Heinrich Barnes               | Fred Jessey              | Riad Jelassi           |
| 74 kg  | Nabil Walid                   | Doudoud Diop             | Richard Brian Addinall |
| 84 kg  | Coenraad de Villiers          | Ablaye Tiam              | Wasal Abd El Wahab     |
| 96 kg  | Ismael El Desouky Abdelraouf  | Etienne van Huyssteen    | Joseph Moundor Seck    |
| 120 kg | Hisham Abdelwahab Abdelmoamen | Augustine Mbagnick Sene  | Mustafa Ben Faida      |

#### Lutte greco-romana
| Evento | Oro                          | Argento                | Bronzo                       |
| 55 kg  | Karim Ibrahim El-Sayed       | Nazih Nabil            | Mohamed Zoghbi               |
| 60 kg  | Mostafa Mohamed              | Mohamed Mehdi Jelassi  | Mourad El Bakali             |
| 66 kg  | Alsaid El Gabry              | Mohamed Serir          | Charles Martin van der Merwe |
| 74 kg  | Fathi Banani                 | Ahmed Ibrahim          | Said Moulla                  |
| 84 kg  | Mohamed Ahmed                | Badreddine Amdouni     | Ka-Koma Bella-Lufu           |
| 96 kg  | Karam Mohammed Gaber Ibragim | Holem Ayari            | John Short                   |
| 120 kg | Yasser Abdelrahman Ali       | Markus Johannes Dekker | Mustafa Ben Faida            |

### Donne

#### Lotta libera
| Evento | Oro               | Argento          | Bronzo             |
| 48 kg  | Sammy Oziti       | Ghanmi Feten     | Jacqueline Sambou  |
| 51 kg  | Maria Musa        | Isabelle Sambou  | Wasilla Rawafy     |
| 55 kg  | Lovina Odochi     | Rokhiaton Souk   | Dalila Rouabhia    |
| 59 kg  | Khady Diatta      | Ghoriba Daomoune | Esther Augustine   |
| 63 kg  | Doaa Ahmed Maher  | Becky Ademoh     | Chriszelle Wiehahn |
| 67 kg  | Happiness Burutu  | Sani Chortani    | Hayat Quasir       |
| 72 kg  | Soumaya Ben Sassi | Josephine Moses  | J.J Lotter         |

## Medagliere
La nazione ospitante è evidenziata.
| Pos.   | Paese     | Oro | Argento | Bronzo | Totale |
| ------ | --------- | --- | ------- | ------ | ------ |
| 1.     | Egitto    | 11  | 1       | 2      | 14     |
| 2.     | Nigeria   | 4   | 4       | 1      | 9      |
| 3.     | Sudafrica | 3   | 2       | 7      | 12     |
| 4.     | Tunisia   | 2   | 5       | 2      | 9      |
| 5.     | Senegal   | 1   | 5       | 2      | 8      |
| 6.     | Marocco   | 0   | 2       | 5      | 7      |
| 7.     | Algeria   | 0   | 2       | 2      | 4      |
| Totale | Totale    | 21  | 21      | 21     | 63     |